# Каньяда-Росаль
Каньяда-Росаль (ісп. Cañada Rosal) — муніципалітет в Іспанії, у складі автономної спільноти Андалусія, у провінції Севілья. Населення — 3242 особи (2010).
Муніципалітет розташований на відстані близько 340 км на південний захід від Мадрида, 75 км на схід від Севільї.

## Демографія
Динаміка населення (INE ):

## Галерея зображень

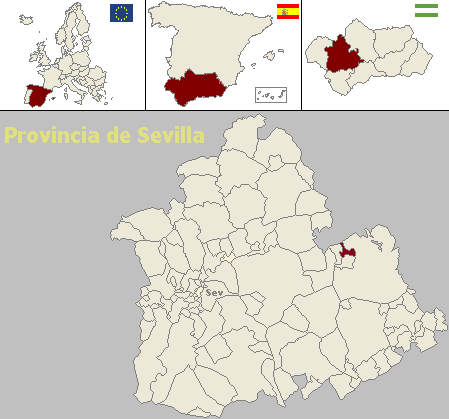
Розташування муніципалітету Каньяда-Росаль у провінції Севілья